# Gamarra Mayor
Gamarra Mayor (en euskera y cooficialmente Gamarra Nagusia) es un concejo del municipio de Vitoria, en la provincia de Álava, País Vasco (España).

## Localización
El pueblo está a 4,2 km del centro de Vitoria en dirección norte. Por el concejo pasa una de las principales entradas a la ciudad de Vitoria, tanto desde la autovía A-1 (Madrid-Irún), como desde la autovía A-240 (proveniente del Alto Deva), siendo por lo tanto el concejo un importante nudo de comunicaciones viarias.

## Geografía
Siendo uno de los pueblos más grandes de la Zona Rural Noroeste de Vitoria y estando situado en la orilla derecha del río Zadorra, Gamarra Mayor está ya prácticamente unida a la trama urbana de la ciudad de Vitoria, de la que solo le separa el río. Todo el espacio que existía antiguamente entre la ciudad y el pueblo ha sido ocupado por un gran polígono industrial conocido como Polígono Industrial de Gamarra (en euskera y oficialmente: Gamarrako Industrialdea), cuya urbanización comenzó en 1957. La avenida que atraviesa el polígono industrial y llega hasta el pueblo recibe el nombre de Portal de Gamarra. 

## Despoblado
Forman parte del concejo los despoblados de:
- San Bartolomé.[1]
- San Juste.[2]

## Historia
La localidad está adscrita a la villa de Vitoria desde 1332, cuando fue cedida a Vitoria por el rey Alfonso XI de Castilla. Ha sido escenario de batallas en la guerra de las Comunidades, guerra de la Independencia Española y en la primera guerra carlista.

## Demografía
En 2018 el concejo cuenta con una población de 250 habitantes según el padrón municipal de habitantes del municipio de Vitoria.
| Gráfica de evolución demográfica de Gamarra Mayor entre 2000 y 2018                                      |
| |
| Población (2000-2017) según los censos de población del INE. Población según el padrón municipal de 2018 |

## Cultura

### Patrimonio material
- Iglesia de la Asunción. Se trata de un templo construido en su mayor parte en el siglo XVIII, que posee un pórtico de cuatro arcos con rosetas y relieves. Su retablo mayor data de la segunda mitad del siglo XVIII.[6]

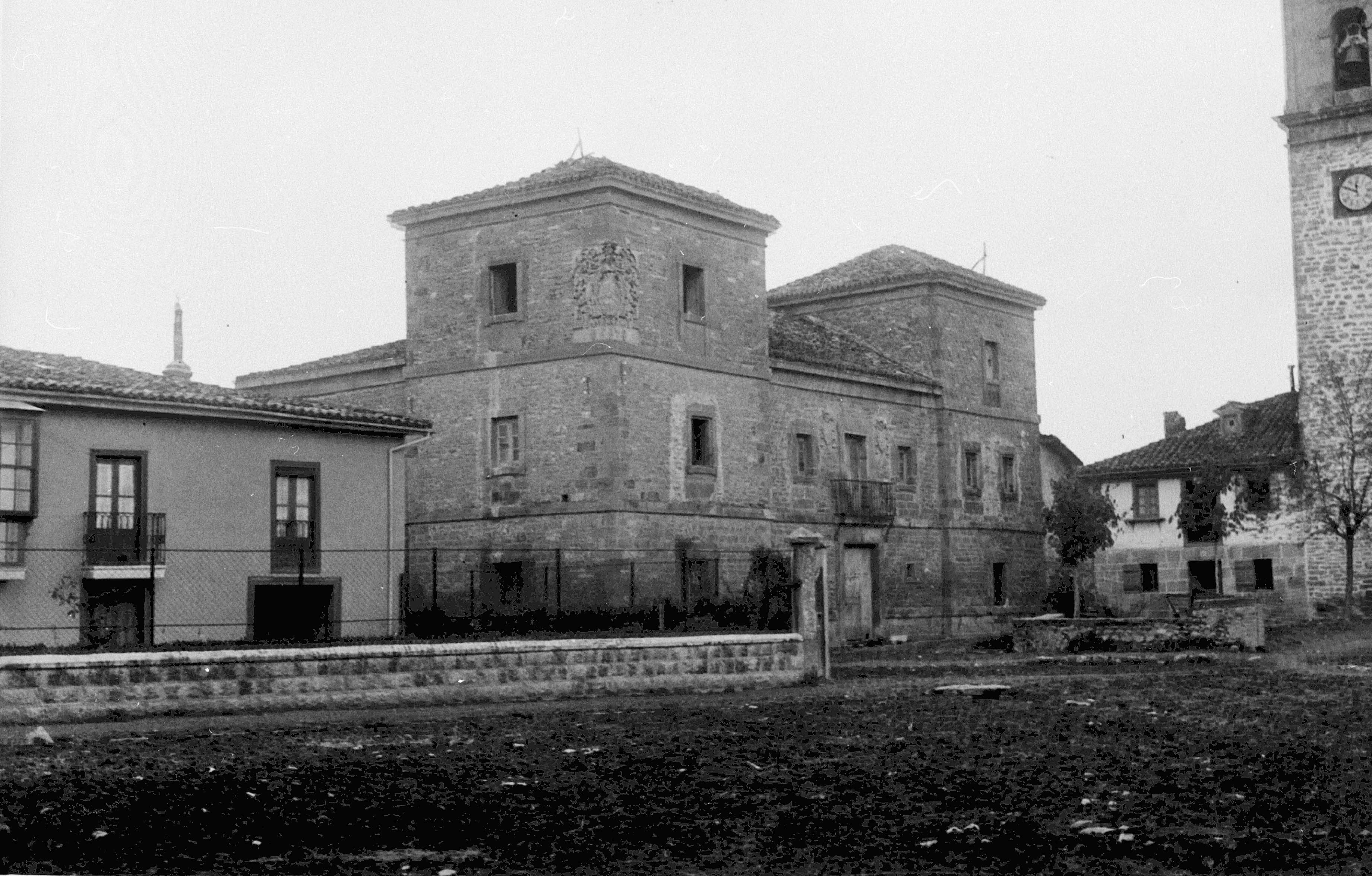
Palacio de Gamarra

- Palacio de GamarraPalacio de Gamarra. Se ubica junto a la iglesia, destacando en el mismo los dos escudos de armas que presiden su portada. Se cree que el fundador de este inmueble fue Don Francisco de Gamarra, un hombre ilustre de Álava que llegó a ocupar importantes cargos eclesiásticos, como obispo de Cartagena y de Ávila y que llegó a ser capellán del rey Felipe III.[7]

### Patrimonio inmaterial
- 15 de agosto (Asunción de Nuestra Señora).

## Servicios
Debido a la cercanía del concejo con Vitoria, están presentes unos servicios que pueden ser más frecuentes que en otros concejos que pertenecen a la ciudad. Entre ellos destacan los siguientes:

### Recogida de residuos
Los residuos del concejo son gestionados por los mismos servicios presentes en Vitoria capital, es decir la contrata de limpieza de Vitoria es la misma para el concejo, que debido a la estrechez de sus calles cuenta con un sistema de recogida diferente para los residuos, siendo los contenedores de basura más pequeños que los del municipio; existen dos puntos de reciclaje con contenedores para papel, envases y vidrio del mismo tamaño que los de la capital.

### Transporte

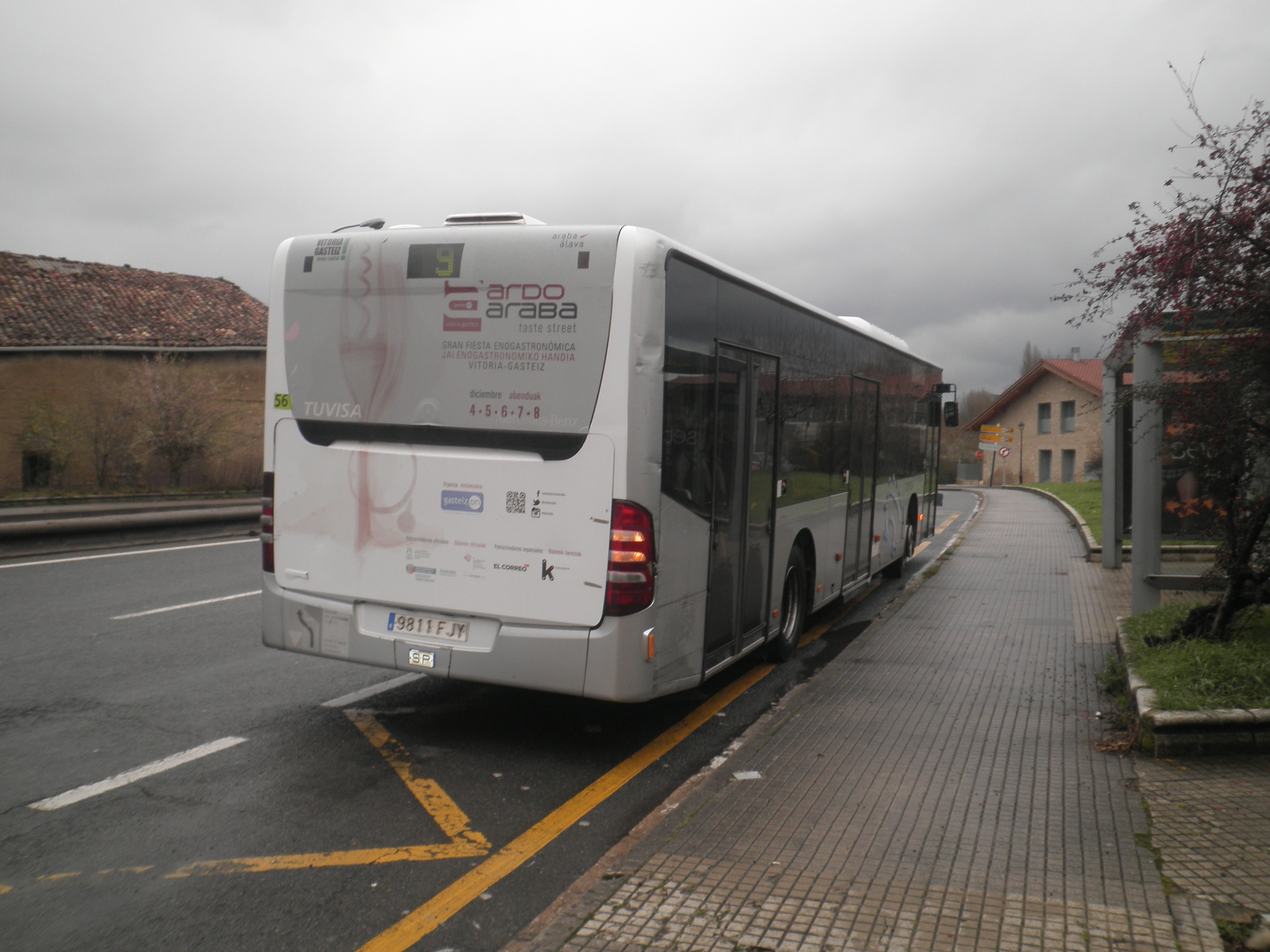
Autobús de la línea 9, en la parada del concejo

Gamarra Mayor ha sido desde siempre un concejo con transporte propio de Vitoria, al igual que pasa con Arechavaleta. Tuvisa es quien gestiona el transporte urbano al concejo, a través de una línea de autobús que conecta el concejo con el centro y el barrio de Adurza. El concejo no cuenta con el servicio de Gautxori de Tuvisa.

### Piscinas municipales
El complejo de las piscinas municipales del concejo fue inaugurado el 29 de julio de 1964, dichas instalaciones fueron construidas al lado del río Zadorra; siendo el otro punto de piscinas al aire el complejo deportivo de Mendizorroza.
Las piscinas están conectadas a la red de transporte de Tuvisa a través de dos líneas:
- L9 Gamarra-Zumaquera: la parada se sitúa al lado de la entrada y aparcamientos que se sitúan en frente del Tanatorio. El servicio se presta con la misma frecuencia antes mencionada y la parada de bajada es: plaza Gamarra.
- L3 Betoño-Zumaquera: la parada se sitúa en el polígono industrial de Betoño en la zona de Eskalmendi, para llegar es necesario girar hacia la calle Barratxi y llegar al aparcamiento donde se encuentra la entrada por Betoño. La línea cuenta con las mismas frecuencias que las del concejo y la parada de bajada es Portal de Vergara 25. Antiguamente, con la antigua línea 5 (Gamarra-C/ Prado), las dos paradas de las piscinas están unidas por la misma línea, además de existir una parada en la calle Barratxi junto a la entrada por Betoño a las piscinas.

### Polígono industrial
El concejo, al igual que otras zonas industriales, cuenta con un polígono industrial propio inaugurado en la década de los 50; situándose en medio de los Polígonos Industriales de Arriaga y Betoño. 
En el pueblo hay varios restaurantes y bares, que viven principalmente del cercano polígono industrial y de la estratégica localización del concejo a la entrada de Vitoria. También se encuentra aquí la Escuela de Hostelería de Gamarra, que cuenta con un restaurante en el que hacen prácticas los alumnos.

### Anillo Verde
El concejo se sitúa al lado del río Zadorra, y por consiguiente, se sitúa en el parque del Zadorra del Anillo Verde de Vitoria. Desde aquí se pueden tomar diferentes caminos, se puede proseguir hacia el parque de Zabalgana (dirección Abechuco) o hacia los Humedales de Salburua y a los concejos de Durana y Gamarra Menor. 

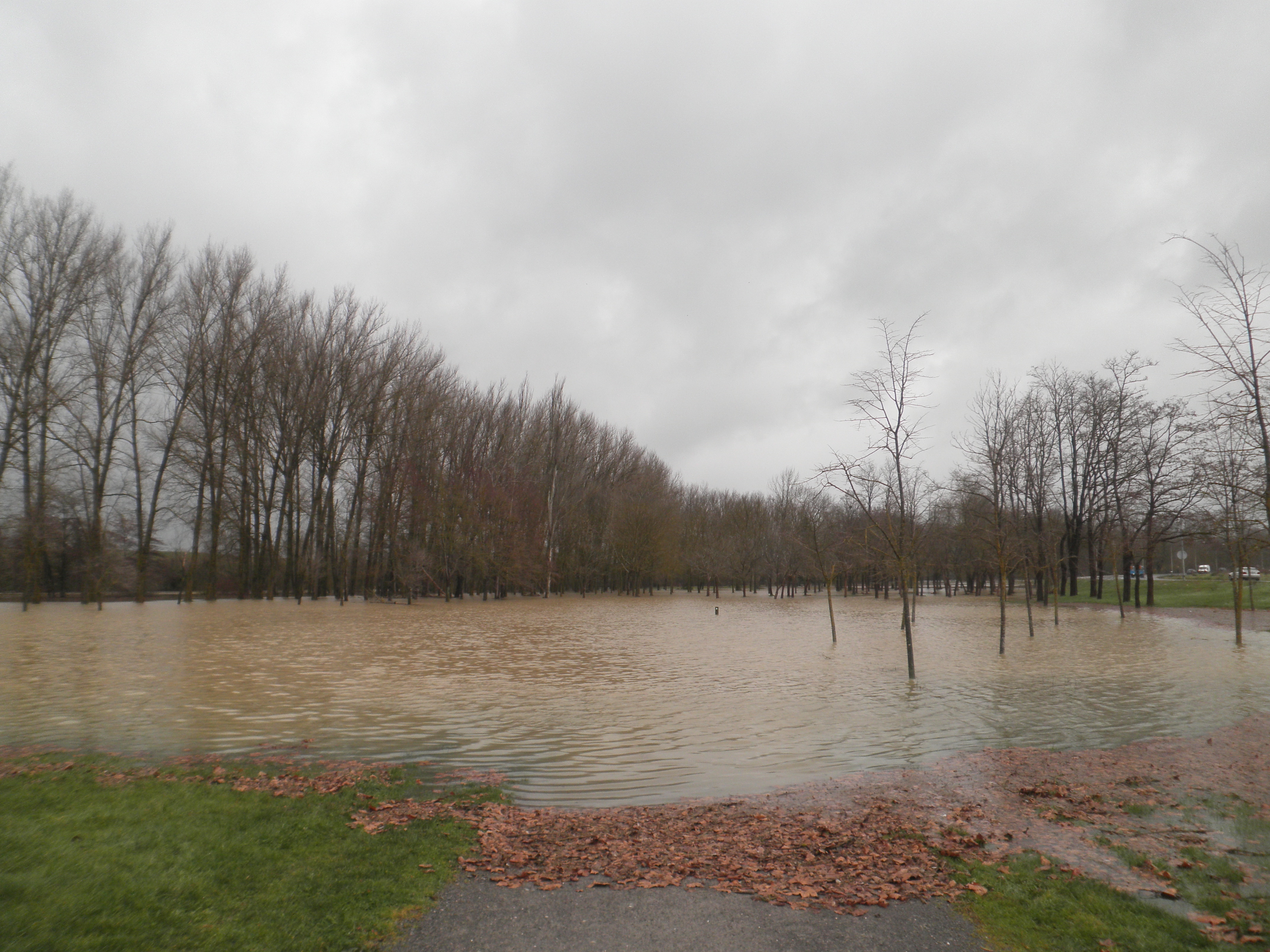
Camino y campas inundadas en una subida del Zadorra entre Abechuco y Gamarra (año 2016)

El camino existente entre Abechuco y Gamarra Mayor es apto para peatones y ciclistas, y discurre cercano al río a través de las campas que se encuentran colindantes con el mismo; además, existe un camino natural más antiguo y estrecho (realizado a través de las continuas pisadas de los peatones con el paso del tiempo) que discurre siempre colindante con el Zadorra. A mitad de camino entre ambos lugares, se puede hallar el aliviadero y la pequeña presa, es en ese mismo tramo donde un río subterráneo (el emisario que llega a la EDAR de Crispijana) pasa por debajo del camino. A lo largo del trayecto, es apreciable la influencia humana en el entorno cercano al río debido a las construcciones existentes cercanas al mismo.

## Personas destacadas
- Francisco de Gamarra (1561-1626): Fue obispo de Ávila y de Cartagena, además de capellán de Felipe III. Su sepulcro se encuentra en la parroquia del pueblo.
- Domingo Ambrosio de Aguirre (1783-1857): Presbítero y fundador del Seminario de Vitoria. Realizó además una importante labor filantrópica en Cuba.

## Callejero
- A1 Autovía del Norte/A1 Iparraldeko Autobia
- Carretera A-4008 Errepidea
- Carretera A-4027 Errepidea
- Carretera Nacional N-240 / N-240 Errepide Nazionala
- Calle Artandi/Artandi kalea
- Calle de Barratxi/Barratxi kalea
- Calle Bastobi/Bastobi kalea
- Calle Busturbi/Busturbi kalea
- Calle Canal de Santo Tomás/Santo Tomasen ubideko kalea
- Calle Doneaspidea/Doneaspidea kalea
- Calle Eskalmendi/Eskalmendi kalea
- Plaza de Gamarra/Gamarra plaza
- Carretera de Gamarra/Gamarrako errepidea
- Calle Gamarrartea/Gamarrartea kalea
- Calle Iturgana/Iturgana kalea
- Calle Kapelamendi/Kapelamendi kalea
- Calle Miravalles/Miravalles kalea
- Avenida de los Olmos/Zumarren Hiribidea
- Calle Osinagea/Osinagea Kalea
- Calle Portal de Vergara/Bergarako Atea
- Calle Portal de Gamarra/Gamarrako Atea
- Parque del Río Alegría/Dulantzi Ibaiaren parkea
- Paseo del Río Alegría/Dulantzi Ibaiaren ibilbidea
- Calle San Andrés/San Andres kalea
- Calle Urrundi/Urrundi kalea
- Calle Urrutxaga/Urrutxaga kalea
- Vía Verde del Vasco-Navarro/Vasco-Navarroaren bide berdea
- Avenida del Zadorra/Zadorraren Hiribidea